# Бандонеон
Бандонеонът (на испански: bandoneón) е музикален инструмент от групата на клавишните инструменти. Той е подобен на акордеоните (с копчета в двата си квадратни края), пряк наследник на германската концертина.

## Историческо развитие
Съществува откъм средата на 19 век, а в днешно време се свързва изключително с Аржентина и изпълнението на танго. Името вероятно идва от изобретателя му, майстора на инструменти и музикант Хайнрих Банд (1821 – 1860), и в началото погрешно е произнасяно като мандолеон, бандолион и др.
Първото предназначение на новия инструмент е религиозната музика; оттатък океана го пренасят германските емигранти в началото на 20 век. Ернест Луис Арнолд (1828 – 1910) е производителят на известните бандонеони ELA, който започва редовен износ за Аржентина. Един от неговите синове, Алфред Арнолд (1878 – 1933), прокарва прочутата марка АА (най-престижните, наричани още Doble A, „Двойното А").
През 20-те години на 20 век стотици бандонеони заминават отвъд океана. Любопитното е, че дори когато вече напълно се е вписал в orquesta típica, малките оркестри, които свирят най-актуалната аржентинска музика, бандонеонът продължава да се внася от Германия, която ревниво пази тайните на неговата направа. Правени са опити за лансирането на южноамерикански бандонеони (в Аржентина и Бразилия например), но без особен успех. Последните екземпляри датират от началото на 70-те, а понастоящем производство на бандонеони по традиционната технология вече не съществува.
„Премиер“, „Германия“, „Танго“, „38“ и „Карденал“ са сред реномираните марки. Едни от най-значимите аржентински бандонеонисти са Анибал Троило, Астор Пиацола, Едуардо Аролас, Педро Мафия, Педро Лауренс, Сириако Ортис, Освалдо Фреседо, Роберто ди Филипо, Хосе Либертея, Леополдо Федерико, Дино Салуци.
- Бандонеон Карденал